# Хара-Сала
Хара-Сала (калм. Хар Сала — букв. «черная балка») — река в Приютненском районе Республики Калмыкия. Берёт начало примерно в 2 километрах к западу от посёлка Максимовка. Длина реки — 13 км. Площадь водосборного бассейна — 48 км².
Течёт преимущественно с северо-востока на юго-запад. Впадает в пруд Великий на реке Хара-Зуха в районе урочища Сарвадык. Основной приток — речка Худжюрта — впадает слева.

## Данные водного реестра
По данным государственного водного реестра России относится к Донскому бассейновому округу, водохозяйственный участок реки — Маныч от истока до Пролетарского гидроузла, без рек Калаус и Егорлык, речной подбассейн реки — бассейн притоков Дона ниже впадения Северского Донца. Речной бассейн реки — Дон (российская часть бассейна).
Код объекта в государственном водном реестре — 05010500712107000016330.